# Phrynobatrachus villiersi
Phrynobatrachus villiersi là một loài ếch trong họ Petropedetidae.Loài này có ở Bờ Biển Ngà, Ghana, và có thể cả Liberia. Môi trường sống tự nhiên của chúng là các khu rừng ẩm ướt đất thấp nhiệt đới hoặc cận nhiệt đới và đầm nước ngọt có nước theo mùa.